# Rolf Wunderer
Rolf Wunderer (* 21. Oktober 1937 in Meiningen) ist ein deutscher Wirtschaftswissenschaftler.

## Leben
Wunderer studierte Betriebswirtschaftslehre (Diplom) und wurde 1967 an der Staatswissenschaftlichen Fakultät der Ludwig-Maximilians-Universität München mit der Dissertation Systembildende Betrachtungsweisen der allgemeinen Betriebswirtschaftslehre und ihr Einfluß auf die Darstellung des Unternehmers zum Dr. oec. publ. promoviert. Er wurde 1974 ordentlicher Professor für Betriebswirtschaftslehre, insbesondere Unternehmensführung und Personalwesen an der Universität-Gesamthochschule Essen. Von 1983 bis 2001 war er Ordinarius für Betriebswirtschaftslehre, insbesondere Führung und Personalmanagement an der Universität St. Gallen. Dort gründete und leitete er auch das Institut für Führung und Personalmanagement (IFPM). Gastprofessuren hatte er in Deutschland, den USA und Japan.

## Schriften (Auswahl)
- Systembildende Betrachtungsweisen der allgemeinen Betriebswirtschaftslehre und ihr Einfluss auf die Darstellung des Unternehmers (= Betriebswirtschaftliche Schriften. Heft 23). Duncker & Humblot, Berlin 1967.
- mit Martin Boerger, Hans Löffler: Zur Beurteilung wissenschaftlich-technischer Leistungen. Eine empirische Studie zur Personalbeurteilung in Forschungsorganisationen des Bundes (= Verwaltungsorganisation, Dienstrecht und Personalwirtschaft. Band 7). Nomos, Baden-Baden 1979, ISBN 3-7890-0425-1.
- mit Andreas Remer: Personalarbeit und Personalleiter in Grossunternehmen. Ein Forschungsbericht (= Betriebswirtschaftliche Schriften. Heft 97). Duncker & Humblot, Berlin 1979, ISBN 3-428-04377-4.
- mit Wolfgang Grunwald: Führungslehre. 2 Bände, de Gruyter, Berlin u. a. 1980/81, ISBN 3-11-007885-6 / ISBN 3-11-007886-4.
- mit Rüdiger Klimecki: Führungsleitbilder. Grundsätze für Führung und Zusammenarbeit in deutschen Unternehmen. Poeschel, Stuttgart 1990, ISBN 3-7910-0533-2.
- Führung und Zusammenarbeit. Beiträge zu einer Führungslehre. Schäffer-Poeschel, Stuttgart 1993, ISBN 3-7910-0697-5. (9. Auflage, 2011)
- mit Thomas Kuhn: Zukunftstrends in der Personalarbeit. Schweizerisches Personalmanagement 2000. Haupt, Berlin u. a. 1992, ISBN 3-258-04655-7.
- mit Thomas Kuhn: Unternehmerisches Personalmanagement. Konzepte, Prognosen und Strategien für das Jahr 2000. Campus, Frankfurt am Main u. a. 1993, ISBN 3-593-34943-4.
- mit Peter Schlagenhaufer: Personal-Controlling. Funktionen, Instrumente, Praxisbeispiele. Schäffer-Poeschel, Stuttgart 1994, ISBN 3-7910-0766-1.
- mit Josef Mittmann: Identifikationspolitik. Einbindung des Mitarbeiters in den unternehmerischen Wertschöpfungsprozess. Schäffer-Poeschel, Stuttgart 1995, ISBN 3-7910-0774-2.
- mit Sabina von Arx: Personalmanagement als Wertschöpfungs-Center. Integriertes Organisations- und Personalentwicklungskonzept. Gabler, Wiesbaden 2008, ISBN 3-409-18966-1.
- mit André Jaritz: Unternehmerisches Personalcontrolling. Evaluation der Wertschöpfung im Personalmanagement. Luchterhand, Neuwied u. a. 1999, ISBN 3-472-03853-5.
- mit Petra Dick: Personalmanagement – quo vadis? Analysen und Prognosen zu Entwicklungstrends. Luchterhand, Neuwied u. a. 2000, ISBN 3-472-04388-1. (5. Auflage, 2007)
- mit Heike Bruch: Umsetzungskompetenz. Diagnose und Förderung in Theorie und Unternehmenspraxis. Vahlen, München 2000, ISBN 3-8006-2549-0.
- „Der gestiefelte Kater“ als Unternehmer. Lehren aus Management und Märchen (= Uniscope). Gabler, Wiesbaden 2008, ISBN 978-3-8349-0772-1.
- Führung in Management und Märchen. Unternehmerische Kompetenzen und Leitsätze (= Luchterhand Buch). Luchterhand, Köln 2009, ISBN 978-3-472-07584-4.